# Cervelló
Cervelló ist eine katalanische Stadt in der Provinz Barcelona im Nordosten Spaniens. Sie liegt in der Comarca Baix Llobregat und gehört zur Metropolregion Àrea Metropolitana de Barcelona.
Über 2300 ha der Gemarkung sind von Wald bedeckt. Die hauptsächlichen landwirtschaftlichen Erzeugnisse sind der Wein, Getreide und Obst. Im letzten Drittel des 19. Jahrhunderts begann ein rascher Industrialisierungsprozess, welcher zu einem deutlichen Bevölkerungswachstum führte. Die damaligen Hauptindustrien waren Glas-, Baumwoll- und Papierverarbeitung.
Heute bildet der Bau, die Metallindustrie und die Seide- und Papierverarbeitung die wirtschaftliche Grundlage der Stadt. Die traditionelle Glasindustrie ist noch in geringem Umfang vorhanden. Im Lebensmittelsegment ist die Herstellung von Cava von einer gewissen Bedeutung, auch wenn die bekannteste Marke, Rondel, seit 2005 in der Konzernzentrale bei Codorníu in Sant Sadurní d’Anoia hergestellt und abgefüllt wird.
Der Ort entstand um die Burg Cervelló, 1 km südlich des heutigen Ortes und bereits 992 erwähnt, an der Auffahrt zum Ordal-Pass.

## Söhne und Töchter der Stadt
- Josep Tarradellas, Politiker und Präsident der Generalitat de Catalunya, * 19. Januar 1899 in Cervelló; † 10. Juni 1988 in Barcelona

## Städtepartnerschaft
- Saint-Martin-le-Beau (Frankreich)